# DYNAS
DYNAS (von Dynamic Selectivity) ist ein Anfang der 1990er Jahre von TEMIC TELEFUNKEN microelectronic als Chip implementiertes Verfahren zum Empfang von FM-modulierten Sendern. Gegenüber klassischen Empfängern weist es eine wesentlich höhere Selektivität und Empfindlichkeit auf. Erreicht wird dies durch eine adaptive Bandbreite des ZF-Filters und durch ein dynamisches Mitführen der Mittenfrequenz des ZF-Filters. Übernommen wurde das Prinzip in einige hochwertige UKW-Empfänger (Burmester Tuner 915 sowie Onkyo Integra T-4970 und T-488F) sowie in einige Autoradios von Alpine, JVC, Clarion, Gelhard und Conrad Soundcraft, die besonders von schwierigen und schnell wechselnden Empfangsbedingungen betroffen sind.
Bei einem Senderabstand von 200 kHz ist ein ungestörter Empfang in Stereo möglich, bei 100 kHz ist ein weitgehend ungestörter Monoempfang noch möglich.
DYNAS stellt eine Weiterentwicklung des In-Channel-Select-Systems (ICS) für UKW-Rundfunkempfänger mit einer Zwischenfrequenzebene von 10,7 MHz dar. ICS wurde Mitte der 1980er Jahre von der Berliner Firma Hansen/Catito aka H.u.C. Elektronik für Schmalband-FM-Empfänger mit 455 kHz (oder alternativ 470 kHz) ZF entwickelt und basiert konzeptionell auf dem High Select-Mitlauffilterverfahren (MLF), das 1982 von Jens Hansen vorgestellt wurde.
Eine sehr ähnliche Technologie ist das Active Real-time Tracing System (ARTS) von Pioneer, das 1987 im Pioneer Elite F-91 und in der japanischen Variante des F-717 Tuners realisiert wurde.
Eine ähnliche Technologie ist Super Sound Tracing (SST und Advanced SST) von Sony, das in einigen High-End-Tunern implementiert wurde, allerdings in der HF-Stufe statt in der ZF-Stufe wirksam wurde.
Eine ähnliche Technologie ist Blaupunkts Sharx (seit 1997), das allerdings digital als Software implementiert ist.